# Tapisserie à l'éléphant
La Tapisserie à l'éléphant dite aussi L'Asie est une tapisserie d'Aubusson, produite en 1844 par l'atelier Sallandrouze et conservée au Département des objets d'art du musée du Louvre à Paris.

## Histoire
La tapisserie a été tissée dans un atelier d'Aubusson appartenant au maître lissier Alexis Sallandrouze. Le dessin pourrait être l'œuvre de Jean-Baptiste-Amédée Couder (1797-1864) qui a, à plusieurs reprises, collaboré avec Alexis Sallandrouze.
La tapisserie a été exposée à l'Exposition des produits de l'industrie de 1844, où elle a été remarquée par Théophile Gautier.
Cet objet a été offert au musée du Louvre par Simone Del Duca en 1995 à l'occasion du 20e anniversaire de la fondation Simone et Cino Del Duca.

## Description
La tapisserie représente un éléphant allant de gauche à droite dans un jardin exotique, entre un palmier et un bananier, au milieu de plantes luxuriantes et de petits animaux (paon, singe, ara). L'éléphant porte un palanquin où est allongée une femme qui tient un éventail de plumes ; l'éléphant est couvert d'une riche parure. La scène s'inscrit dans un encadrement d'aspect théâtral constitué d'un arc en accolade soutenu, de chaque côté, par deux colonnes torsadées. Les tons rouges dominent.
Cette tapisserie renvoie à une représentation de l'Asie, et plus particulièrement de l'Inde, mais elle est influencée aussi, dans les éléments ornementaux, par l'art islamique.